# Чучвара
Чучвара́ (узб. chuchvara, уйг. چۆچۈرە‎, чөчүрә, тадж. тушбера, кирг. чүчпара, каз. тұшпара, азерб. düşbərə, баш. сөсбәрә) — блюдо среднеазиатской, ближневосточной, а также других кухонь в виде супа с отварными изделиями из пресного теста с начинкой из мяса. Аналог блюда в русской кухне — пельмени.
В отличие от простых пельменей, блюдо чучвара — это суп с пельменями. Пельмени для чучвары изготавливаются из тех же ингредиентов, что и пельмени в России, но с той разницей, что в мясную начинку не употребляется свинина. Идеальной считается начинка, для которой мясо и лук не пропускаются через мясорубку, а мелко рубятся ножом. В фарш также может добавляться зира. Заготовки из теста для каждого «пельменя» делаются разрезанием большого листа раскатанного теста на небольшие квадраты. На них кладут комок мясной начинки и, перегнув квадрат теста по диагонали, лепят его треугольником, соединяя затем острые кончики. Чучвара всегда сварена в бульоне и поэтому выглядит как первое блюдо. К чучвара приправой служат айран, столовый уксус, мелко нарезанная зелень, соусы из мелко нарезанных помидоров, паприки и острого стручкового перца.

## Этимология
Персидский: *jôšpâra/*jôšpârag «вареная порция» > тюркский: *ďüšpara/*čüšpara, арабский: šušbarak/šišbarak. Современное название блюда в Иране: guš-e barre «отрезанное ухо» является бессмысленным искажением осмысленного: jôšpâre «вареная порция», аналогично среднеазиатско-тюркское искажение: bešbarmaq «пять пальцев» из арабского: šišbarak.